# Il fumo uccide
Il fumo uccide è il terzo mixtape del rapper italiano Mondo Marcio, pubblicato il 17 gennaio 2011 dalla Mondo Records, etichetta discografica fondata dal rapper.
Il mixtape è stato pubblicato gratuitamente dall'artista come anticipazione del mixtape Musica da serial killer, uscito il 25 dello stesso mese.

## Tracce
1. Intro
2. Il fumo uccide
3. Kush
4. Chi mi ha detto di no
5. Vero hardcore
6. Mostro
7. Nascondi tutto
8. Euro
9. Cane matto
10. Non è un paese per giovani
11. Corsia di sorpasso
12. Creperai